# Mrs. Doubtfire
Mrs. Doubtfire is een Amerikaanse komische film uit 1993 naar een boek van Anne Fine onder regie van Chris Columbus. De film werd uitgebracht door 20th Century Fox. De hoofdrol is voor Robin Williams.
Mrs. Doubtfire bracht wereldwijd een bedrag van $441.195.243 op, waarvan iets minder dan de helft in de Verenigde Staten. De film won een Oscar en acht andere prijzen.
Op Rotten Tomatoes krijgt de film een waardering van 63% "fresh", dat betekent dat de film door 63 procent van alle recensenten als positief wordt beschouwd.

## Verhaal
Daniel Hillard is een acteur die een baan als voice-over heeft. Bij het inspreken van een tekenfilm zet hij zich, principieel, af tegen het gebruik van sigaretten. Zijn principes gaan zo ver dat hij ontslag neemt. Wanneer hij zijn kinderen, Lydia, Chris en Natalie, van school haalt, belooft hij zijn zoon, geheel tegen de zin van zijn vrouw Miranda, een verjaardagsfeestje zoals er nog geen was. Als Miranda, die binnenhuisarchitect is, thuiskomt en de rommel ziet, is het huis te klein. Zo gaat het immers altijd, Daniel kan nooit serieus zijn en zet door altijd maar de lolbroek en de 'makkelijke' ouder te zijn, Miranda onbewust tegenover de kinderen neer als de 'slechte' ouder. Miranda kan hier na al die jaren niet meer tegen en wil een scheiding, voor Daniel het ergste wat hem kan overkomen. Bij de scheiding wordt bepaald dat Daniel zijn kinderen elke zaterdag op bezoek krijgt maar dat is veel te weinig, want Daniel leeft voor zijn kinderen.
Als hij hoort dat Miranda een huishoudhulp zoekt, weet Daniel hoe hij zijn kinderen elke dag kan zien, zelfs bij ze kan zijn. Met hulp van zijn broer Frank, die grimeur is, wordt Daniel omgetoverd tot een lief, wat ouder dametje, Mrs. Doubtfire. En als Mrs. Doubtfire slaagt Daniel erin zich door Miranda te laten aannemen als huishoudhulp. Als Mrs. Doubtfire moet Daniel echter koken en het huishouden doen, iets wat hij niet gewend is. Ook kan hij niet langer de rol van de gezellige vader spelen maar moet hij in zijn rol als huishoudster streng zijn voor de kinderen. Al snel kunnen ze niet meer zonder hem. Zodoende is hij wel getuige van de pogingen van Stuart Dunmeyer, een jeugdliefde van Miranda die nu Daniel buiten beeld is, werk van haar probeert te maken. Daniel heeft direct een grote hekel aan Stuart en probeert diens pogingen te saboteren. Chris en Lydia ontdekken uiteindelijk dat Mrs. Doubtfire in werkelijkheid hun vader is maar Daniel smeekt het geheim te houden, ook voor Natalie die het geheim niet zal kunnen bewaren.
Maar Daniel is ook bezig zijn gewone leven weer op orde te krijgen en hij vindt een baan in het magazijn van een studio. Als hij op een avond een kinderprogramma staat te becommentariëren, valt dat in goede aarde bij de eigenaar meneer Lundy. Daniel krijgt zijn kans als deze hem uitnodigt om een en ander tijdens een diner te bepraten. Omdat Miranda jarig is, wil zij met haar kinderen en haar vriend Stuart uit eten gaan. Ook Mrs. Doubtfire wordt hierbij verwacht en laat dit etentje uitgerekend op dezelfde avond en in hetzelfde restaurant zijn als de afspraak die Daniel als zichzelf heeft met de eigenaar van de studio. Beide afspraken kunnen niet worden verzet en dus zit er maar één ding op: op beide afspraken komen en roteren tussen beide identiteiten.
Aanvankelijk lukt dit redelijk, maar meneer Lundy blijkt niet wars te zijn van een stevige borrel. Hij bestelt aan de lopende band dubbele whiskey's voor beiden. Ook aan de tafel van Miranda en Stuart wordt verwacht dat Mr. Doubtfire een glaasje meedrinkt met als gevolg dat Daniel al snel stomdronken is. Hierdoor maakt hij steeds meer fouten, onder andere door in vrouwenvermomming aan meneer Lundy's tafel aan te zitten, waar hij zich vooralsnog nog uit redt. In dronken overmoed doet hij stiekem peper in Stuarts gerecht, waar deze allergisch voor is. Als deze vervolgens door de allergische reactie op de peper dreigt te stikken in zijn voedsel, realiseert Daniel zich hoe gevaarlijk zijn grap was. Hij redt Stuart met behulp van een Heimlichgreep. Hierdoor raakt het masker echter los zodat iedereen ontdekt wie Mrs. Doubtfire in werkelijkheid is.
De volledige voogdij wordt naar aanleiding van deze episode aan Miranda toegewezen en Daniel mag zijn kinderen slechts onder toezicht zien. Maar ook Miranda en de kinderen missen Daniel verschrikkelijk. Mr. Lundy was daarentegen onder de indruk en laat Daniel als Mrs. Doubtfire een eigen kinderprogramma presenteren, dat door Miranda en de kinderen trouw gevolgd wordt. Uiteindelijk laat Miranda de toezichtregeling wijzigen en mag Daniel tot grote verrassing en vreugde van de kinderen dagelijks na het werk op de kinderen passen, wat hij al deed als Mrs. Doubtfire. Terwijl hij met de kinderen wegrijdt, ziet Miranda hoe hij in de televisie-uitzending als Mrs. Doubtfire een klein meisje troost van wie de ouders gaan scheiden.

## Rolverdeling
| Acteur           | Personage                                  |
| ---------------- | ------------------------------------------ |
| Hoofdrollen      |                                            |
| Robin Williams   | Daniel Hillard / Mrs. Euphegenia Doubtfire |
| Sally Field      | Miranda Hillard                            |
| Pierce Brosnan   | Stuart 'Stu' Dunmeyer                      |
| Harvey Fierstein | Oom Frank Hillard                          |
| Polly Holliday   | Gloria Chaney                              |
| Lisa Jakub       | Lydia Hillard                              |
| Matthew Lawrence | Chris Hillard                              |
| Mara Wilson      | Natalie Hillard                            |
| Bijrollen        |                                            |
| Robert Prosky    | Jonathan Lundy                             |
| Anne Haney       | Mrs. Sellner, de sociaal werkster          |
| Scott Capurro    | Tante Jack Hillard                         |
| Sydney Walker    | Buschauffeur                               |
| Martin Mull      | Justin Gregory                             |
| Terence McGovern | A.D.R. Director Lou                        |
| Karen Kahn       | Werknemer                                  |

## Prijzen en nominaties
Mrs. Doubtfire won in 1994 een Oscar in de categorie "Beste make-up". De make-up kreeg eveneens een nominatie voor de BAFTA Film Award.
Verder won de film een Golden Globe in de categorie "Beste speelfilm - komedie/musical" en een People's Choice Award als "Favoriete komische speelfilm". Ook won hij een ASCAP Award in de categorie "Top Box Office Films".
Robin Williams won meerdere prijzen, waaronder de Golden Globe ("Beste performance van een acteur in een speelfilm") en de MTV Movie Award in de categorie "Beste komische performance". Voor die laatste werd Williams ook genomineerd in de categorie "Beste mannelijke performance".
In 1995 werden Lisa Jakub en Matthew Lawrence genomineerd voor een Young Artist Award in respectievelijk de categorieën "Beste performance van een jong actrice als bijrol in een speelfilm" en "Beste performance van een jong acteur als bijrol in een speelfilm".

## Achtergrond

### Titelverklaring
De naam Doubtfire is in de film "per toeval" ontstaan tijdens een telefoongesprek tussen Daniel en Miranda, waarbij Daniel snel een naam moet verzinnen voor de vrouw die hij gaat spelen. Wanhopig neemt hij enkele kranten door en uiteindelijk valt zijn blik op een artikel met de titel "Police doubt fire was accidental" (Vertaald: "Politie betwijfelt dat brand ongeluk was"). Een letterlijke Nederlandse vertaling van Mrs. Doubtfire zou dus zijn: "Mevrouw Twijfelbrand".

### Voorgesteld alternatief einde
Volgens Robin Williams was het de wens van de studio om de ouders aan het einde van de film weer bij elkaar te laten komen, maar hij, Field en Columbus waren hierop tegen, omdat dit te onrealistisch zou zijn en om kinderen van gescheiden ouders geen valse hoop te geven.

### Sequel
Mrs. Doubtfire 2 zou een sequel moeten worden van de kaskraker uit 1993. In 2005 begon Bonnie Hunt (Cheaper by the Dozen, Cars, Jumanji) met schrijven en Robin Williams zou terugkeren als oude oppas zoals in de eerste film. Vanwege problemen met het script, werd begin 2006 begonnen met een nieuw script. Robin Williams was echter niet te spreken over de plot. Verwacht werd dat de film aan het einde van 2007 zou worden uitgebracht, maar verdere problemen met het script zorgden ervoor dat de sequel medio 2006 werd geschrapt.
Op 5 december 2006, tijdens een interview met DJ Edith Bowman van BBC Radio 1, zei Williams dat als het niet goed wordt gedaan, het niets waard is om het te doen, en dat er geen vervolg wordt gemaakt waarin hij meespeelt. Toch zal het personage in de toekomst misschien nog terugkeren. Het interview is niet opgenomen maar werd wel meteen op internet geplaatst.
In april 2014 verscheen een bericht dat de sequel er toch zou komen. Op 11 augustus 2014 kwam Robin Williams te overlijden waardoor de sequel afgeblazen werd.